# Paul Gottlieb Nipkow
Paul Julius Gottlieb Nipkow (Lauenburg in Pomerania, 22 agosto 1860 – Berlino, 24 agosto 1940) è stato un inventore tedesco.

## Inizi
Mentre era a scuola a Neustadt, Nipkow fece degli esperimenti nella telefonia e nella trasmissione di immagini in movimento. Dopo il diploma, si trasferì a Berlino per studiare scienze. Egli studiò ottica con Hermann von Helmholtz e fisica elettronica con Adolf Slaby.

## Il disco di Nipkow
Mentre era ancora uno studente, egli inventò un dispositivo che sarà poi chiamato il disco di Nipkow. Nel 1883 mentre era seduto solo a casa si convinse dell'idea di adoperare un disco dotato di una perforazione a spirale per dividere una immagine in un mosaico di punti e linee. Si potrebbe dire che se Alexander Bain trasmise le immagini col telegrafo nel 1840, il disco di Nipkow migliorò il processo di codifica.
Nel 1884 Nipkow fece domanda all'ufficio imperiale per i brevetti di Berlino per brevettare un telescopio elettrico per la riproduzione elettrica degli oggetti luminosi, nella categoria apparati elettrici. Il brevetto venne concesso il 15 gennaio 1885. Per mancanza di interesse nei confronti del brevetto il progetto fu in seguito abbandonato. Nipkow intanto iniziò a lavorare come progettista presso il Berlin-Buchloh Institut, cessando di interessarsi alla trasmissione delle immagini.

## Primi sistemi televisivi

Nipkov disk

Le prime trasmissioni televisive adoperavano un metodo di scansione ottico-meccanico, che si serviva del metodo che Nipkow aveva aiutato a creare con il suo disco. Nipkow raccontò la prima esperienza della televisione in uno show alla radio di Berlino nel 1928: "le televisioni erano delle scatole nere. Centinaia di persone erano in piedi ed aspettavano pazientemente il momento in cui avrebbero visto la televisione per la prima volta. Io ero fra loro, diventando sempre più nervoso. Avrei finalmente visto cosa avevo pianificato 45 anni prima. Finalmente arrivai alla fine della fila, un drappo nero era posto sul fianco e vidi un'immagine traballante, non facile da riconoscere."
All'inizio degli anni trenta la scansione elettronica delle immagini, basata sull'iconoscopio inventato da Vladimir Zvorykin, ebbe il sopravvento sull'invenzione di Nipkow, che cessò di avere una importanza rilevante.

## TrasmettitorePaul Nipkow
Il comando del Terzo Reich pensò all'utilità della televisione nella propaganda nazista e nel 1935 attivò la prima stazione televisiva in Germania, chiamata Fernsehsender Paul Nipkow in suo onore. Nipkow divenne presidente onorario del "consiglio televisivo" della "Camera di radio-diffusione del Reich"—la "televisione pioniera tedesca". Ma la trasmissione era già televisione elettronica.